# Motivacija
Motivacija je utjecaj koji izaziva, usmjerava i održava željeno ponašanje ljudi. U okviru managementa motivacija igra važnu ulogu jer njome menadžer nastoji zadovoljiti želje i nagone svojih suradnika kako bi njihovo ponašanje bilo poželjno i prihvatljivo za organizaciju.

### Motivatori
Motivatori su stvari koje pojedinca potiču na djelovanje i oni utječu na ponašanje pojedinca. Oni stvaraju razliku u onome što će osoba činiti. Motivatori su određene nagrade ili poticaji koji pojačavaju žudnju za zadovoljenjem želja.

## Čimbenici koji utječu na motivaciju
1. individualne karakteristike
  - potrebe, stavovi, interesi
2. karakteristike posla
  - različite vještine, sličnosti i značenje zadatka, autonomija, povratna veza
3. organizacijske karakteristike
  - karakteristike koje se odnose na radno mjesto

## Motivacijske tehnike

### Novac
Novac je veoma važan i značaj motivator i često je mnogo više od monetarne vrijednosti. Međutim, menadžeri koji novac koriste kao motivator moraju biti oprezni i paziti da ga ne koriste u pogrešnom kontekstu. On se često koristi kao motivator, ali također potiče ljudsku pohlepu, otupljuje savjest i može voditi neetičnom i ilegalnom ponašanju.

### Participacija
Participacija je značajan motivator jer je ona ujedno i sredstvo priznanja. Konzultiranjem suradnika o događajima, koji se tiču njih i koji utječu na njih, izazivaju povećanu motiviranost. Svi suradnici žele znati što se događa u njihovom okruženju i žele znati pozadinu problema.

### Kvaliteta radne sredine
- eng. Quality of Working Life (QWL)

Sustavan pristup dizajnu posla i obećavajući napredak u širokom području obogaćivanja posla. QWL sadrži, osim obogaćivanja posla, i elemente industrijske i organizacijske psihologije i sociologije.

### Obogaćivanje posla
Obogaćivanjem posla nastoji se radno mjesto učiniti izazovnijim i odgovornijim, a radniku se omogućuje postizanje priznanja za svoj rad i napor. Posao može biti obogaćen :
- većom slobodom u odlučivanju o metodama rada i redoslijedu i brzini obavljanja radnji
- poticanjem participacije i interakcije među zaposlenicima
- davanjem radniku osjećaja osobne odgovornosti za izvršenje zadatka
- povratna informacija o postignuću radnika
- uključivanjem radnika u analizu i promjenu radnog okruženja

## Umijeće kritiziranja
- Govoriti korektno

Ljudi postaju demotivirani kad čuju da nešto ne obavljaju kako treba, a ne znaju sve pojedinosti koje bi mu pomogle u promjeni rada ili svojih postupaka. Razgovarati treba direktno bez zagonetki i izbjegavanja pravog pitanja, čime se zamagljuje prava poruka. Potrebno je iznesti točan problem, kako se zbog toga osjeća onaj koji kritizira, navesti što sve nije dobro i posebno važno je navesti što se može promijeniti. Uopćene pohvale nemaju apsolutno nikakav učinak i na temelju njega se ne uči.
- Ponuditi rješenje

Prilikom kritiziranja potrebno je ponuditi rješenje, u protivnom primatelj kritike postaje demotiviran, demoraliziran i frustriran. U kritici moraju biti sadržani prijedlozi za način rješavanja problema, kako bi kritizirana osoba mogla uvidjeti mogućnosti i alternative koje nije ni uviđala da postoje.
- Biti nazočan

Kritika, kao i pohvala ima najveći učinak ako se izrekne izravno, bez posrednika. Osobama koje izriču kritiku može se učiniti jednostavnije izraziti ju u pismenom obliku, međutim na taj način kritizirana osoba ostaje uskraćena za mogućnost postavljanja pitanja i dobivanje objašnjenja.
- Biti obziran

Prilikom iskazivanja kritike potrebno je imati razumijevanje učinka onoga što se govori i načina na koji se govori osobi kojoj je kritika upućena. Osobe bez tog potrebnog razumijevanja, najsklonije su iznošenju povratnih informacija na uvredljiv način, npr. omalovažavanjem. Takva destruktivna kritika stvara kod kritizirane osobe emocionalnu reakciju ljutnje, ogorčenja, obrambenog stava i distanciranja.

## Demotivacija
Ako se kritike na radnome mjestu (kao i bilo gdje drugdje) izražavaju kao osobni napadi, a ne kao pritužbe na temelju kojih treba djelovati; javljaju se optužbe ad hominem, uz ponešto gađenja, sarkazma i prijezira pri čemu i jedno i drugo potiče zauzimanje obrambenog stava i izbjegavanje odgovornosti, te na kraju zatvaranje iza neprobojnog zida ili ogorčen pasivan otpor koji potječe od osjećaja da se prema nekome postupalo na nepravedan način.
Generalizirana izjava poput "zabrljao si" koja ne pruža mogućnost odgovora ni prijedloga za poboljšavanje situacije kod osobe kojoj je upućena stvara osjećaj bespomoćnosti i ljutnje. Takve izjave imaju razoran učinak na osobe kojima su upućene, razarajući njihovu motiviranost, energiju i samopouzdanje pri obavljanju posla. Često ovakva destruktivna kritiziranja završavaju otkazom ili otpuštanjem s posla.
Stroge kritike najčešće toliko demoraliziraju da napadnuta osoba više nema volje za rad i često se više ne osjeća ni sposobnom za kvalitetan rad.
Menadžeri skloni kritiziranju i neskloni pohvalama svojim podređenima odaju dojam da ostvaruju komunikaciju samo u slučaju pogreške zaposlenika, a problemi se razvijaju polako i ne nastaju odjednom. Da je kritika bila izrečena ranije, ne bi bilo gomilanja negativnih osjećaja i kritke, koja se u trenutku "prelijevanja čaše" izriče najgorim mogućim tonom, prepunim sarkazma. Takvi napadi se primaju kao uvreda i onaj koji ih prima postaje ljutit.
Kada su ljudi uvjereni da su njihovi neuspjesi posljedica određenog nepromjenivog nedostatka u njima samima, gube nadu i prestaju se truditi.

## Teorije motivacije

### Maslowljeva teorija hijerarhija potreba
Jedna od najčešće spominjanih teorija motivacije je upravo teorija hijerarhija potreba Abrahama Maslowa [[w:en:Abraham Maslow|(engl.)]]. On je zaključio da kada se jedna skupina potreba zadovolji ona prestaje biti motivator. Također smatra da su potrebe niže razine uvjet za potrebe više razine, tj. da svatko slijedi hijerarhiju potreba. 
Osnovne ljudske potrebe prema važnosti (povezati sa slikom na desnoj strani):
1. fiziološke potrebe
  - hrana, voda, stan, toplina
2. potrebe za sigurnošću
  - fizička sigurnost i sigurnost od gubitka posla i imovine
3. potrebe za povezivanjem
  - čovjek je ljudsko biće i ima potrebu za povezivanjem i prihvaćanjem od drugih ljudi
4. potrebe za samopoštovanjem
  - donosi moć, ugled i status
5. potrebe za samopotvrđivanjem
  - maksimizirati potencijal i postići nešto u životu

### Herzbergerova teorija motivacije
Frederick Herzberg [[w:en:Frederick Herzberg|(engl.)]] nastavio se na Maslowa, ali je u velikoj mjeri modificirao njegovu teoriju. Herzberg je svojih istraživanjima došao do dvo-čimbeničke teorije motivacije.
1. čimbenici održavanja (higijene)
  - nisu motivatori, ali njihovo nepostojanje rezultira nezadovoljstvom
  - politika kompanije, administracija, uvjeti rada, status, plaća i sl.
2. motivatori
  - izazivaju zadovoljstvo, ali njihov izostanak ne rezultira nezadovoljstvom
  - izazovan posao, postignuća, odgovornost, napredovanje, priznanje

### McClellandova motivacijska teorija potreba
David McClelland [[w:en:David McClelland|(engl.)]] identificirao je tri tipa osnovnih motivirajućih potreba :
1. potreba za moći
  - ljudi koji imaju potrebu za moći veliku pažnju pridaju utjecaju i kontroli
  - teže pozicijama vođe, dobri su govornici, skloni raspravi, otvoreni, tvrdoglavi i zahtjevni, uživaju u poučavanju i javnim nastupima
2. potreba za povezivanjem
  - ljudi s potrebom za povezivanjem osjećaju se zadovoljni ako su voljeni i ne žele biti odbačeni iz skupine
  - uživaju u osjećaju intimnosti i razumijevanja, spremni su pomoći i utješiti
3. potreba za postignućem
  - vidljiva je intenzivna želja za uspjehom, ali i intenzivan strah od neuspjeha
  - postavljaju si teže ciljeve i vole puno raditi

### Vroomova teorija očekivanja
Victor Vroom [[w:en:Victor Vroom|(engl.)]] smatra da će ljudi biti motivirani za ostvarenje cilja ako vjeruju u vrijednost cilja i ako mogu vidjeti da ono što čine pomaže u njegovu ostvarenju. 

Motivacija = valencija × očekivanje
Valencija označava jačinu preferencije pojedinca prema rezultatu, a očekivanje procjenjena vjerojatnost (od strane radnika) da će djelovanje voditi do željenog rezultata.

#### Prednosti
- prepoznaje važnost individualnih potreba i motivacija
- harmonija ciljeva → različiti ciljevi koji se mogu uskladiti
- sukladna s MBO (Management by Objectives → upravljanje pomoću ciljeva)

#### Nedostaci
- teško primjenjiva u praksi
- percepcije vrijednosti variraju među pojedincima

### Teorija pravednosti
Zaslužan za formuliranje teorije : John Stacy Adams
Važan faktor motivacije je subjektivni sud pojedinca o pravednosti njegove nagrade u odnosu na druge članove organizacije. U tom kontekstu postoje :
1. nepravedna nagrada
  - rezultira nezadovoljstvom, smanjenjem outputa ili čak napuštanjem organizacije
2. pravedna nagrada
  - održava se ista razina outputa
3. više no pravedna nagrada
  - rezultira napornijim radom i nagrada se smatra danom unaprijed